# Lübeln
 (septembre 2023).
Lübeln est un quartier de la commune de Küsten, dans le Land de Basse-Saxe.

## Géographie
Le village se trouve à 4 km à l'ouest de Lüchow, à la transition du Bas-Drawehn aux basses terres de la Jeetzel. Lübeln est une grande zone ronde très bien conservée avec douze cours. Les maisons-halles traditionnelles datent du XVIIe siècle au XIXe siècle, dont une maison à trois colonnes de 1733. À l'extérieur du rundling se trouve le moulin de Lübeln, qui n'est plus en activité. Le stationnement n'est pas autorisé dans le rundling ; il y a un parking gratuit à l'entrée du village.

## Histoire
Lübeln est mentionnée pour la première fois par écrit en 1323 sous le nom de Lubelen.
Dans le cadre de la réforme municipale entrée en vigueur le 1er juillet 1972, la commune auparavant indépendante de Lübeln devient un quartier de Küsten.

## Musée
Le Rundlingsmuseum (ou le Rundlingsmuseum Wendlandhof, nom jusqu'en 1999 le Wendlandhof Lübeln) est un musée en plein air. Le musée illustre la vie rurale dans les villages en forme de rundling du Wendland au cours des derniers siècles. Une maison à deux, trois et quatre colonnes du Wendland fut reconstruite pour le musée. Il y a aussi une forge, une charrerie et une boulangerie dans le musée, toutes encore en activité.

## Chapelle
La chapelle Sainte-Marie, de culte protestant, fut construite en 1909 comme une maison à colombages avec une tourelle sur le toit. Aujourd'hui, elle se trouve sous de grands chênes centenaires, juste à côté du Rundlingsmuseum. La cloche date du XIVe siècle. Cinq sculptures en bois du XVe siècle sont exposées dans la chapelle pour les offices religieux. Une chapelle à Lübeln est mentionnée pour la première fois en 1677.

## Source, notes et références
- (de) Cet article est partiellement ou en totalité issu de l’article de Wikipédia en allemand intitulé « Lübeln » (voir la liste des auteurs).

1. ↑  (de) Bertelsmann, der grosse Deutschland-Atlas, Wissen-Media-Verlag, 2003, 480 p. (ISBN 9783577135313, lire en ligne), p. 131
2. ↑  (de) Statistisches Bundesamt, Historisches Gemeindeverzeichnis für die Bundesrepublik Deutschland. Namens-, Grenz- und Schlüsselnummernänderungen bei Gemeinden, Kreisen und Regierungsbezirken vom 27.5.1970 bis 31.12.1982, 1983 (ISBN 3-17-003263-1)